# Caterina Medici da Broni
Caterina Medici (Broni, 1573 – Milano, 4 marzo 1617) fu una donna italiana processata per stregoneria e condannata allo strangolamento e quindi al rogo alla Vetra a Milano sotto l'autorità del Capitano di giustizia del Ducato di  Milano, all'epoca della dominazione spagnola. La vicenda di Caterina Medici da Broni è narrata nel riassunto degli atti del processo conservato nella biblioteca della famiglia Melzi, copia probabilmente redatta ad uso del senatore Melzi dai notai incaricati della verbalizzazione e scampata al rogo dell’archivio dell’Inquisizione milanese del 1788. La vicenda è inoltre citata da Manzoni nel capitolo XXXI de I promessi sposi. Per queste concause, quello a Caterina Medici da Broni è uno dei meglio documentati processi per stregoneria in Italia.

## Biografia
Nata a Broni nel pavese da un maestro di scuola, a 13 anni viene data in moglie a un piacentino di nome Bernardino Zagalia detto il Pinotto, che la costringe a praticare il meretricio a Pavia. Dal 1592, abbandonato il marito o forse rimasta vedova, comincia a peregrinare nel Monferrato, lavorando come serva per diversi padroni, come si evince dagli atti del processo . Per dodici anni è poi al servizio del capitano Giovanni Pietro Squarciafico a Occimiano, diventandone la concubina e dandogli due figlie, Vittoria e Angelica, e forse una terza, prima di essere da lui allontanata per volere del vescovo di Casale Monferrato che la mette a servizio da una nobile di Casale, donna Angelica.
Nel 1612 si trova a Milano, sempre come serva che passa a servizio da una famiglia all’altra. È a servizio del capitano Vacallo che durante la sua permanenza si ritiene vittima di un incantesimo ad amorem praticato da un’altra serva e omonima, Caterinetta da Varese.
Allontanata da Vacallo, il 15 agosto del 1616 entra come fantesca in casa del senatore Luigi Melzi. Qualche mese dopo il padrone comincia a soffrire di disturbi allo stomaco. A dicembre il capitano Vacallo si reca a casa Melzi, riconosce Caterina e la accusa di aver affatturato il suo padrone. L’accusa è sostenuta anche dagli illustri medici Lodovico Settala e Giovanni Battista Selvatico che non riuscivano a guarire il malato. Nei guanciali del senatore sono rinvenuti dei cuori di refe. Caterina confessa di essere autrice di un incantesimo ad amorem, volto a far innamorare di lei il suo padrone.
Dopo un processo nel quale l’inquisita viene almeno due volte sottoposta a tortura, il verdetto è di colpevolezza. Il 4 marzo 1617 viene condotta alla Vetra su un carro sul quale viene tanagliata, e in loco viene strangolata e successivamente arsa su una baltresca, cioè un palco, innalzato per la prima volta proprio per quella occasione L'avvenuta esecuzione della condanna della Medici è annotata nel Registro de' giustiziati nella nobilissima scuola di S. Gio. Decolato detto alle case rotte dall'anno MCDLXXI in avanti con queste parole:

## Caterina Medici nella letteratura
Alcuni scrittori del passato, che non poterono però consultare gli atti del processo e incorsero quindi in grosse sviste, sono stati ispirati dalla storia di Caterina da Broni. Lo storico Pietro Custodi (1771-1842) raccontò la storia della donna in un’edizione da lui curata della Storia di Milano di Pietro Verri, Alessandro Manzoni inserì un accenno alla tragedia di Caterina parlando del dottor Settala nel capitolo XXXI dei Promessi sposi e Achille Mauri (1806-1883) nel 1831 scrisse su di lei un romanzo storico che riscosse buon successo. Leonardo Sciascia (1921-1989) descrisse la vicenda della Medici nel 1986 in un saggio storico.
Successivamente la scrittrice Marina Marazza, nel 2020, si è occupata di raccontare la biografia di Caterina in un romanzo intitolato “Io sono la strega”.